# Josef Pröll
Josef Pröll (Stockerau, 14 de Setembro de 1968) é um político austríaco, membro do ÖVP (foi líder do seu partido de 2008 a 2011. É sobrinho de Erwin Pröll.